# Културно уметничко друштво „Љиг“
Културно уметничко друштво „Љиг“ из Љига постоји од 16. новембра 2016. када је основано друштво на крсну славу Ђурђиц. Мисија му је неговање и представљање традиционалне српске музике, игара и песама. У досадашњем раду организован је велики број концерата, хуманитарних акција и јавних наступа. Догађаје је испратио велики број гледалаца и сваки догађај је медијски пропраћен.
Представљајући свој рад публици широм Србије и у иностранству, Културно Уметничко Друштво „Љиг" са поносом представља и општину Љиг. Наше удружење броји око 100 чланова, од којих су већином деца за које можемо да кажемо да су наш највећи понос. Својим активностима Културно Уметничко Друштво „Љиг“ привлачи чланове и гледаоце свих узраста. Куд „Љиг” је подељен у четири групе коју чине-школица фолклора, старија група, први ансамбл и ветерани. Наступали су широм земље као и у иностранству Бања Луци, Бијељини, Црној Гори на Долциниум Фестивалу Улцињ где су били једини представници Србије јер је фестивал био међународни. Код нас такмичење првог ансамбла у Врњачкој Бањи под називом, „Џивџан Фест“ где је освојена награда за најоригиналнији приказ ношње са терена. Наступају на свим активностима које се тичу наше општине.